# Elena Vitrichenko
Elena Igorevna Vitrichenko, (en russe : Елена Игоревна Витриченко), née le 25 novembre 1976 à Odessa, est une ancienne gymnaste (gymnastique rythmique) ukrainienne.

## Biographie
Elle commence très tôt la gymnastique rythmique (à l’âge de 4 ans), entraînée par sa mère Nina, une ancienne gymnaste, qui la suivra tout au long de sa carrière. Dès ses premiers bons résultats, elle est obligée de se plier aux exigences d’Albina Deriuguina, l’entraîneur national. 
Sa carrière sera marquée par sa rivalité avec sa compatriote  Ekaterina Serebrianskaya  et ses conflits avec Albina Deriuguina et sa fille Irina (juge international). 
Après sa grande déception des Jeux-olympiques de 1996 (elle terminera 3e malgré des enchaînements irréprochables), cette très belle gymnaste est enfin récompensée en 1997 par un titre mondial. Ce sera sa meilleure année. Ses 4 enchaînements d’alors (corde, cerceau, massues et surtout ruban) restent encore aujourd’hui des références. 
Les deux années qui précéderont les jeux de Sydney seront pour elle un combat sans relâche. Le tandem d'entraîneurs nationaux Albina et Irina Deriuguina tentera en effet de placer coûte que coûte ses deux gymnastes Anna Bessonova (championne du monde en 2007) et Tamara Yerofeeva mais Elena ne se laissera pas faire, dénonçant les "arrangements" lors des championnats d'Europe de 1999. Les notes des juges seront réexaminées et plusieurs recevront un blâme (depuis Deriuguina a été suspendue). Les JO australiens  - voyant une Vitrichenko exténuée et amaigrie - ne seront qu'une redite des précédentes échéances internationales, et le podium fut terriblement contesté. Yulia Raskina, Elena Vitrichenko et la Française Eva Serrano en feront entre autres les "frais", les deux dernières se voyant même privées d'un podium considéré comme mérité.
Exilée un temps avec sa mère en Espagne, Vitrichenko - mariée et mère d'un petit garçon - a ouvert son académie de gymnastique rythmique en Ukraine. elle reste pour beaucoup de gymnastes de la génération des Loukianenko, Petrova ou Zaipova la grande "chouchoute", son tempérament, son charme, sa beauté et son élégance faisant d'elle un vrai modèle.